# Сан Пјетро (Вербано-Кузио-Осола)
Сан Пјетро је насеље у Италији у округу Вербано-Кузио-Осола, региону Пијемонт.
Према процени из 2011. у насељу је живело 21 становника. Насеље се налази на надморској висини од 649 м.